# Cornești (gmina Mihai Viteazu)
Cornești (węg. Sinfalva) – wieś w Rumunii, w okręgu Kluż, w gminie Mihai Viteazu. W 2011 roku liczyła 769 mieszkańców.